# Hampi
Hampi ou Hampe é um sítio do Património Mundial situado nas margens do rio Tungabhadra, na atual cidade homónima, distrito de Vijaianagara do estado indiano de Carnataca, cerca de 440 km a nordeste de Bangalor e 350 km a leste de Pangim (Goa). Foi a última capital do Império de Vijaianagara (Reino de Bisnaga nos antigos relatos portugueses) de 1336 a 1565. A área classificada pela UNESCO em 1986 tem 41,9 km² (194,5 km² se incluída a zona-tampão de proteção).
Em 1565, a confederação dos Sultanatos do Decão infligiu uma pesada derrota ao Império de Vijaianagara na Batalha de Talikota, na sequência da qual a capital foi saqueada durante seis meses e foi abandonada.

## Galeria

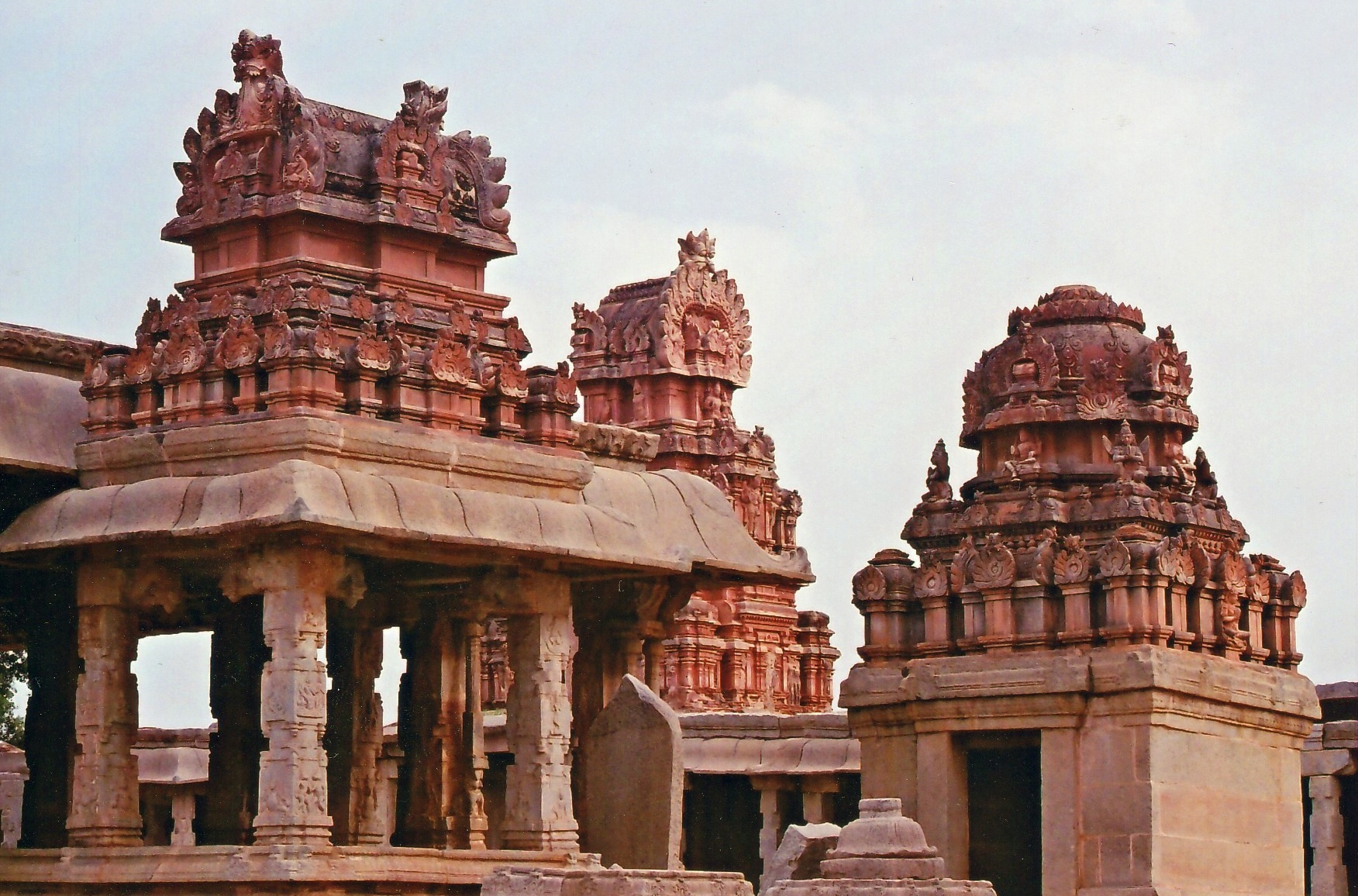
Templo de Bala Krishna
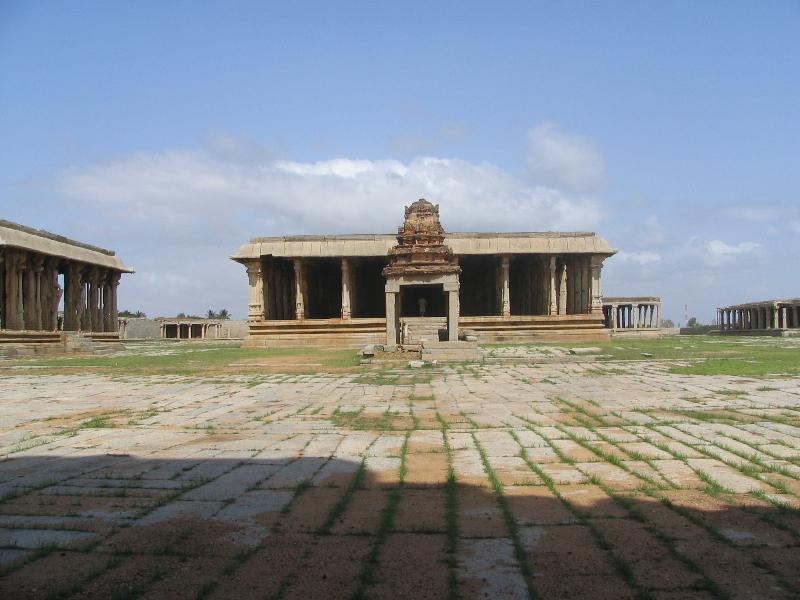
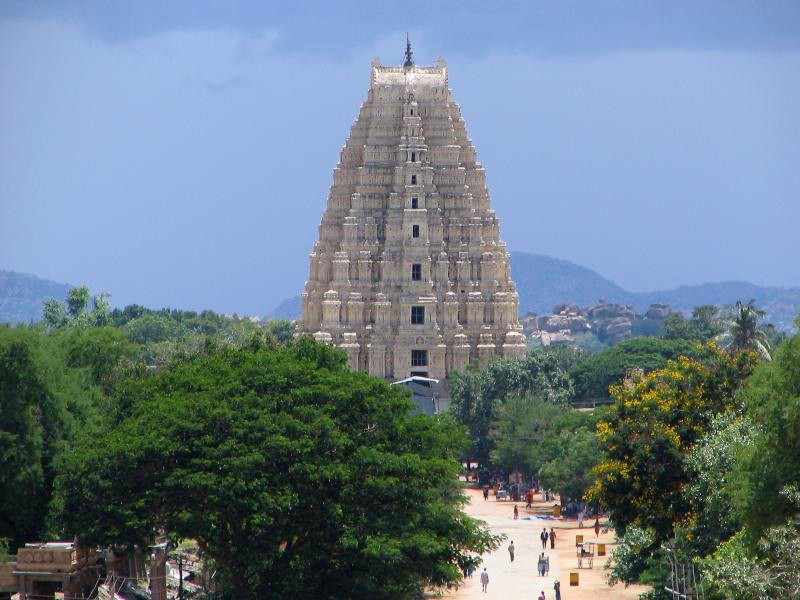
Templo de Virupaksha
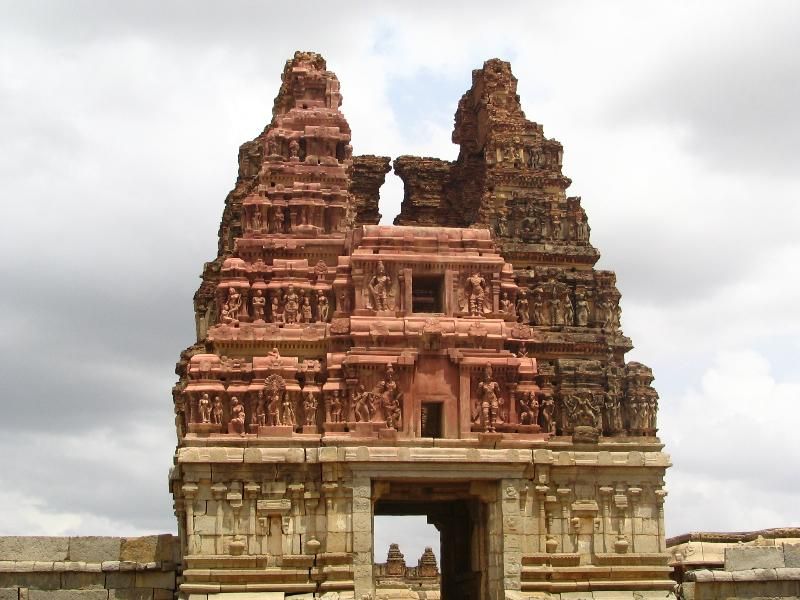
Entrada para o templo de Achyuta Raya
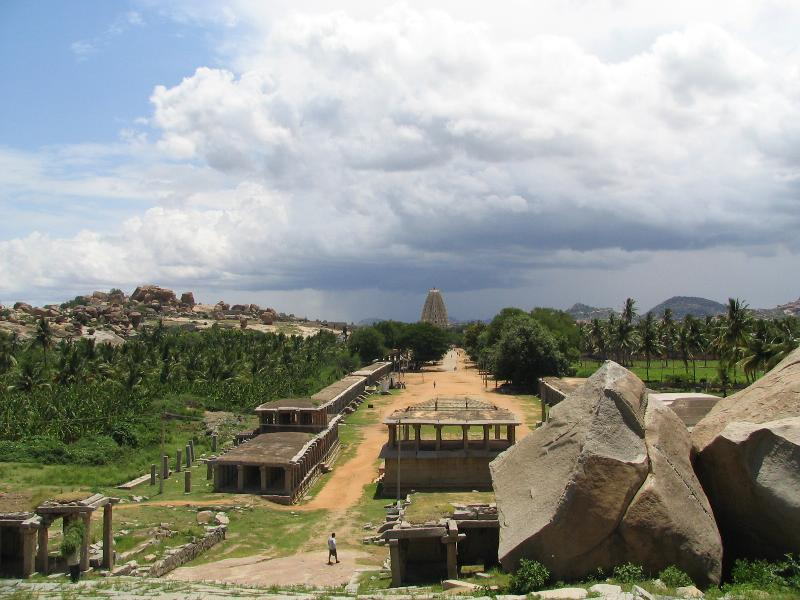